# 小行星8430
小行星8430（8430 Florey）是一颗绕太阳运转的小行星，为主小行星带小行星。该小行星于1997年12月25日发现。

## 轨道参数
小行星8430的轨道半长轴为2.8088750 UA，离心率为0.101。